# Cna (přítok jezera Mstino)
Cna (rusky Цна) je řeka ve Tverské oblasti v Rusku. Je 160 km dlouhá. Povodí má rozlohu 4 420 km².

## Průběh toku
Pramení na Valdajské vysočině. Nedaleko ústí protéká Vyšněvolockou přehradou. Ústí zleva do jezera Mstino (povodí Něvy).

## Vodní stav
Zdroj vody je smíšený s převahou sněhového. Průměrný roční průtok vody ve vzdálenosti 38 km od ústí činí 12,3 m³/s. Zamrzá v listopadu až v lednu a rozmrzá v březnu až v dubnu.

## Využití
Je splavná. Je součástí Vyšněvolockého kanálu a v rámci něho je spojena s řekou Tvercou.